# Виробничий план підприємства
Виробни́чий план — це система адресних завдань по випуску продукції певної номенклатури, асортименту, відповідної кількості й якості в певні терміни з оптимальним виробничим циклом, що забезпечує зростання виробництва.
Основне завдання виробничого плану — довести, що фірма:
1. реально спроможна організувати виробництво;
2. здатна виготовляти необхідну кількість товарів відповідної якості;
3. має можливості придбати необхідні для цього ресурси.

Отже, виробничий план має дати відповіді на такі запитання:
- Які виробничі операції будуть застосовуватись фірмою в процесі виготовлення продукції (надання послуг)?
- Які конкретно матеріально-технічні ресурси потрібні для виготовлення продукції (надання послуг)?
- Які зовнішні фактори впливатимуть (або можуть вплинути) на виробничий процес?